# José Fagner Silva da Luz
José Fagner Silva da Luz, meglio noto come Fagner (Agrestina, 25 maggio 1988), è un ex calciatore brasiliano, di ruolo attaccante.

## Carriera
Ha giocato nella massima serie sudcoreana e nella seconda divisione brasiliana.

## Statistiche

### Presenze e reti nei club
Statistiche aggiornate al 26 agosto 2021.
| Stagione           | Squadra            | Campionato         | Campionato | Campionato | Coppe nazionali | Coppe nazionali | Coppe nazionali | Coppe continentali | Coppe continentali | Coppe continentali | Altre coppe | Altre coppe | Altre coppe | Totale | Totale |
| Stagione           | Squadra            | Comp               | Pres       | Reti       | Comp            | Pres            | Reti            | Comp               | Pres               | Reti               | Comp        | Pres        | Reti        | Pres   | Reti   |
| ------------------ | ------------------ | ------------------ | ---------- | ---------- | --------------- | --------------- | --------------- | ------------------ | ------------------ | ------------------ | ----------- | ----------- | ----------- | ------ | ------ |
| 2010               | Salgueiro          | C                  | 7          | 3          |                 | -               | -               |                    | -                  | -                  |             | -           | -           | 7      | 3      |
| 2010               | Central-PE         | D                  | 6          | 1          |                 | -               | -               |                    | -                  | -                  |             | -           | -           | 6      | 1      |
| 2011               | Salgueiro          | A1/PE+B            | 23+7       | 7+2        |                 | -               | -               |                    | -                  | -                  |             | -           | -           | 30     | 9      |
| 2011               | Busan IPark        | K1                 | 11         | 6          |                 | -               | -               |                    | -                  | -                  |             | -           | -           | 11     | 6      |
| 2012               | Busan IPark        | K1                 | 25         | 2          |                 | -               | -               |                    | -                  | -                  |             | -           | -           | 25     | 2      |
| 2013               | Busan IPark        | K1                 | 31         | 8          | CCS             | 3               | 2               |                    | -                  | -                  |             | -           | -           | 34     | 10     |
| 2014               | Busan IPark        | K1                 | 34         | 10         | CCS             | 2               | 2               |                    | -                  | -                  |             | -           | -           | 36     | 12     |
| Totale Busan IPark | Totale Busan IPark | Totale Busan IPark | 101        | 26         |                 | 5               | 4               |                    | -                  | -                  |             | -           | -           | 106    | 30     |
| 2015               | Ponte Preta        | A1/SP              | 3          | 0          | CB              | 1               | 0               |                    | -                  | -                  |             | -           | -           | 4      | 0      |
| 2015               | Salgueiro          | C                  | 9          | 0          |                 | -               | -               |                    | -                  | -                  |             | -           | -           | 9      | 0      |
| 2016               | Mirassol           | A2/SP              | 15         | 1          |                 | -               | -               |                    | -                  | -                  |             | -           | -           | 15     | 1      |
| 2017               | Rio Preto          | A2/SP              | 11         | 3          |                 | -               | -               |                    | -                  | -                  |             | -           | -           | 11     | 3      |
| Totale carriera    | Totale carriera    | Totale carriera    | 182        | 43         |                 | 6               | 4               |                    | -                  | -                  |             | -           | -           | 188    | 47     |